# La Menace du volcan

La Menace du volcan (Ring of Fire) est un téléfilm américain en deux parties réalisé par Paul Shapiro et diffusé le 1er mai 2013 sur TF1.

## Synopsis
Lorsqu'une plate-forme pétrolière provoque une éruption volcanique dans une petite ville, des événements dramatiques s'enchaînent dans le monde entier. Si cette éruption ne peut être arrêtée, l'espèce humaine est en grand danger...

## Fiche technique
- Titre original : Ring of Fire
- Réalisation : Paul Shapiro
- Scénario : Michael Vickerman
- Musique : Rich Walter
- Adaptation : Flaminio Corcos
- Durée : 170 min
- Pays :  États-Unis

## Distribution
- Michael Vartan (VF : Éric Legrand) : Dr Matthew Cooper
- Terry O'Quinn : Oliver Booth
- Lauren Lee Smith : Emily Booth
- Ian Tracey (VF : Joël Zaffarano) : Hector Janen
- Agam Darshi (VF : Flora Kaprielian): Audrey Lee
- Brian Markinson : Harry Stromwell
- Brendan Fletcher (VF : Éric Aubrahn) : Samuel Janen
- Adam Greydon Reid : Glen Perkins
- Patrick Gilmore (VF : Stéphane Pouplard) : Todd
- Andy Nez (VF : Éric Marchal) : Hank Sarland
- Connor Christopher Levins : Dylan
- Brendan Penny : Eric Vascer
- Edward Foy : Peter Loson
- Aaron Brooks : Edward
- Crystal Balint (VF : Marie Gamory) : Barbara